# Negende Elfstedentocht

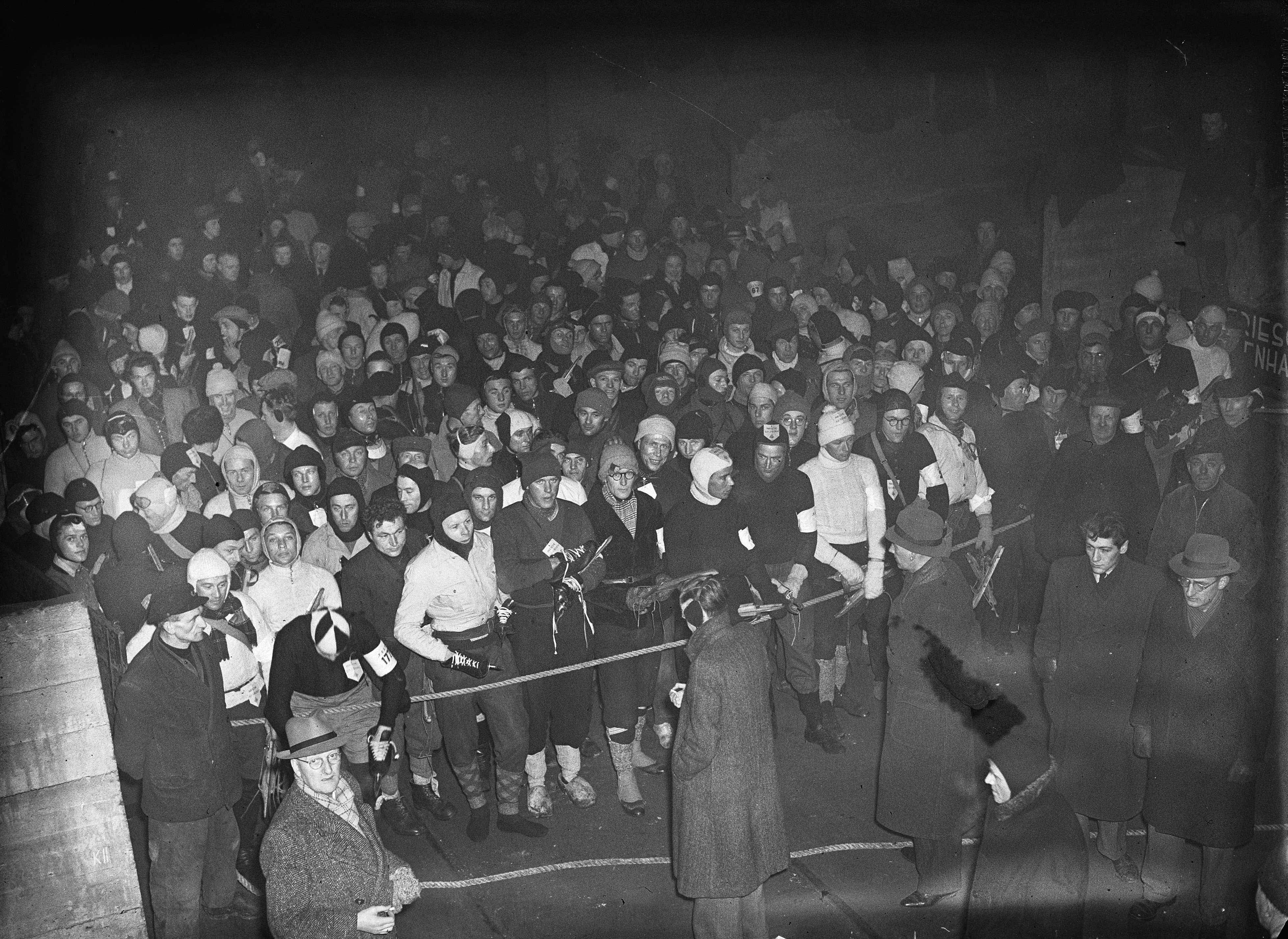
De start in Leeuwarden

De negende Elfstedentocht werd verreden op 8 februari 1947. Deze tocht werd gekenmerkt door de vele diskwalificaties.

## Organisatie
In de geschiedenis van de Elfstedentocht kwam het vaak voor dat een tocht uitgesteld werd, maar in de winter van 1946 op 1947 ging het er wel erg extreem aan toe. Tot viermaal toe werd door het bestuur een datum vastgesteld, maar door plots invallende dooi werd de tocht keer op keer uitgesteld. Pas bij de vijfde datum kon de tocht doorgang vinden. In plaats van de eerst voorgestelde datum 23 december werd het 8 februari. De pers, die een massa kritiek over het bestuur had uitgestort, bleef er sceptisch over, of ook deze keer de tocht niet door zou kunnen gaan.

## De weersomstandigheden
In de dagen na de vaststelling van de definitieve datum waaide het hard en was er veel stuifsneeuw. De vrijwilligers die zich inzetten om de ijsschotsen op het traject weg te schaven zagen hun werk dan ook maar langzaam vorderen. Het bestuur overwoog nog even om de tocht opnieuw uit te stellen, maar zag hier maar van af. 8 februari zelf werd de koudste dag van de winter. Het vroor twaalf graden en er waaide een snijdende koude wind.

## De start
Zoveel mensen als er nog bij de achtste Elfstedentocht kwamen opdagen, zo weinig waren dat er bij de Negende editie. Niet alleen het barre weer was er de oorzaak van dat slechts 270 wedstrijdschaatsers aan de start verschenen, een nieuwe bepaling van het Elfstedenbestuur speelde eveneens een rol. Wedstrijdrijders moesten binnen twee uur na aankomst van de winnaar bij de finish verschijnen, zo niet, dan zouden zij gediskwalificeerd worden en dus geen kruisje krijgen. Veel schaatsers die zich voorheen tot de wedstrijdschaatsers rekenden schreven zich ditmaal in voor de toertocht. Ook bij deze toertocht schreven zich een stuk minder schaatsers in: 1791 tegenover 3859 bij de vorige editie.

## Leeuwarden-Parrega
In Sneek en IJlst had zich nog niet echt een kopgroep losgemaakt. Bij Sloten voerden Wierd Wynia en Jacob Wynia een leidersgroep met Lo Geveke, Joop Bosman, Jan van der Bij, Klaas Schipper, Anton Verhoeven en Jan Charisius aan. Bij Stavoren hadden Durk van der Duim en Henk Schueler zich bij de groep weten te voegen, maar hadden Lo Geveke, Jan van der Bij en Jan Charisius het contact met de kopgroep verloren. Charisius werd later door enkele andere wedstrijdschaatsers bewusteloos op het ijs gevonden.

## Het eerste bedrog
Vlak bij Parrega wisten Joop Bosman uit Breukelen en Klaas Schipper uit Steenwijkerwold een voorsprongetje op te bouwen op de kopgroep. Door Parrega waren zij wegens slecht ijs met een boerenkar naar de andere kant van het dorp vervoerd. Buiten Parrega werden zij alweer op de voet gevolgd door Henk Schueler en Durk van der Duim. Dit duo was vervoerd op veel snellere fietsen. Bosman en Schipper waren niet de enigen die in Parrega nadeel hadden van het gebrekkige ijs. Ook andere schaatsers werden op karren gezet, of werden met andere snelle of langzame vervoermiddelen naar beter ijs gebracht. Bosman en Schipper lieten het er niet bij zitten en wisten alweer snel uit te lopen.

## Parrega-Leeuwarden
In Harlingen hadden de beide koplopers een voorsprong van zes minuten opgebouwd op achtervolgers Jeen Nauta en Abe de Vries. Twee minuten daarna legden Hein Vermeulen en Jan van der Hoorn hun stempelkaarten op de tafel. Henk Schueler lag bij Harlingen dertien minuten achter op Bosman en Schipper. Na Harlingen werd het met zand bestoven ijs nog slechter dan het al was. Voor een stuk van 12 kilometer had het duo aan kop een uur nodig. Ook in Dokkum lag het duo Bosman-Schipper nog aan kop, terwijl het weer nog slechter werd. Een snijdende wind en een sneeuwstorm speelde veel schaatsers parten. Twaalf minuten na de beide mannen kwam Jeen Nauta aan in Dokkum. Vijf minuten daarna arriveerden Hein Vermeulen en Wierd en Jacob Wynia.

## De finish
Samen schaatsten Bosman en Schipper richting Leeuwarden. Enkele honderden meters voor de finish kwam Schipper ten val. Voor Bosman was het een makkelijke sprint naar de eindstreep, met 50 meter voorsprong op Schipper. Tien minuten later kwam Jeen Nauta over de finish geschaatst. Vierde werd Jacob Wynia die op een haarlengte na van Jan van der Hoorn wist te winnen. Wierd Wynia werd zesde en Hein Vermeulen zevende. Anton Verhoeven werd achtste en Abe de Vries nam de negende positie in. De Vries kwam een half uur na Bosman over de streep.

## Binnenkomsttijden
| Positie | Naam              | Woonplaats      | Tijd  |                   |
| ------- | ----------------- | --------------- | ----- | ----------------- |
| 1       | Joop Bosman       | Breukelen       | 10.36 | gediskwalificeerd |
| 2       | Klaas Schipper    | Steenwijkerwold | 10.37 | gediskwalificeerd |
| 3       | Jeen Nauta        | Wartena         | 10.46 | gediskwalificeerd |
| 4       | Jacob Wijnia      | Edens           | 10.51 | gediskwalificeerd |
| 5       | Jan van der Hoorn | Ter Aar         | 10.51 |                   |
| 6       | Wierd Wijnia      | Edens           | 11.00 | gediskwalificeerd |
| 7       | Henk Vermeulen    | Ter Aar         | 11.04 | gediskwalificeerd |
| 8       | Anton Verhoeven   | Dussen          | 11.05 |                   |
| 9       | Abe de Vries      | Giethoorn       | 11.06 |                   |
| 10      | Klaas Lefferstra  | Stobbegat       | 11.14 |                   |
| 11      | Durk van der Duim | Oldeboorn       | 11.16 |                   |

## Geen medaille
Bij het traditionele feest in de Harmonie die avond kregen veel wedstrijdschaatsers slecht nieuws te horen. Het was de Vereniging De Friesche Elf Steden ter ore gekomen dat veel schaatsers zich niet aan de regels hadden gehouden. Er kwam die avond geen huldiging: het bestuur wilde de beschuldigingen die geuit waren eerst nader onderzoeken. Tientallen gevallen van valsspelen kwamen boven water. Zowel wedstrijdschaatsers als toerrijders hadden iemand de wind voor ze laten opvangen, laten zuigen door voorrijders of zelfs hele stukken met de auto afgelegd. De slechte omstandigheden werden als reden aangehaald, maar voor het bestuur was dit geen excuus. Bosman, Schipper, Nauta, Vermeulen en de broers Wynia werden allen gediskwalificeerd. Protesten leidden tot een onafhankelijke commissie die drie maanden later een rapport naar buiten bracht. De beslissing van het bestuur werd gegrond verklaard en Jan van der Hoorn uit Ter Aar werd tot winnaar uitgeroepen.

## De schaatsers
De barre omstandigheden waren er de oorzaak van dat van de 1791 slechts 270 de eindstreep voor middernacht wisten te passeren. Van de 277 wedstrijdschaatsers waren er 39 die de finish binnen twee uur na de winnaar wisten te passeren. Zij hebben niet allemaal een kruisje gekregen, omdat het bestuur van de Vereniging De Friesche Elf Steden verschillende schaatsers diskwalificeerde wegens het niet volbrengen van de tocht volgens de voorschriften.
vóór 1909 
· 1e (2 januari 1909)
· 2e (7 februari 1912)
· 3e (27 januari 1917)
· 4e (12 februari 1929)
· 5e (16 december 1933)
· 6e (30 januari 1940)
· 7e (6 februari 1941)
· 8e (22 januari 1942)
· 9e (8 februari 1947)
· 10e (3 februari 1954)
· 11e (14 februari 1956)
· 12e (18 januari 1963)
· 13e (21 februari 1985)
· 14e (26 februari 1986)
· 15e (4 januari 1997)